# Engyprosopon marquisensis
Engyprosopon marquisensis is een straalvinnige vissensoort uit de familie van botachtigen (Bothidae). De wetenschappelijke naam van de soort is voor het eerst geldig gepubliceerd in 2005 door Amaoka & Séret.